# From the Inside (Laura Pausini-album)
A From the Inside az olasz énekes - dalszövegíró Laura Pausini angol nyelvű debütáló albuma, amely az Atlantic Records gondozásában jelent meg 2002. Ez Pausini szám szerint a hetedik stúdióalbuma.

## Története
Az album 12 számot tartalmaz, amelyek leginkább a popzenei stílusba tartoznak, bár néhány számban - például Love Comes From The Inside és az I Do 2 Be - más stílusok is felfedezhetők. Az albumon található számok közül kettőt már korábban kiadtak Pausini olaszul és spanyolul megjelent albumain, ezek az It's Not Goodbye és az Everyday Is A Monday.
Az album elkészítésében számos híres dalszerző közreműködött, többek között Andreas Carlsson, K. C. Porter, és Madonna régi munkatársa, Patrick Leonard. Az album kiadója (az Atlantic Records) a Surrender című kislemezt elsősorban dance számként promotálta (amit az is elősegített, hogy a számnak számos remixe készült). Ennek eredményeként a Surrender 1. helyet ért el a Billboard slágerlista dance kategóriájában. Hasonló sikert ért el az albumról megjelent második kislemez, az If that's love is. Európában 2003 januárjában jelent meg az album.
Pausini és a kiadó erőfeszítései ellenére az album nem hozta a várt sikert az Amerikai Egyesült Államokban. Ennek részben az is lehet az oka, hogy a kiadó, az Atlantic Records dance-albumként próbálta eladni, ahelyett, hogy a pop kategóriába sorolta volna. Pausini-nak nem is tetszett ez a stratégia, és találkozót kért az Atlantic elnökével. A találkozó során felvetette, hogy az albumot inkább az ő személyes stílusának megfelelően kellene promotálni, de kérése nem talált meghallgatásra. Pausini ekkor azzal fenyegetőzött, hogy hátat fordít az albumnak, de a kiadó nem hitt neki. Azonban Pausini ekkor már meglehetősen sikeres és ismert volt Európában és Latin-Amerikában és megtehette, hogy sorsára hagyta a From the Inside albumot.

## Dalok
1. I Need Love (Kara DioGuardi, Ulf Lindström) -  3:54
2. Do I Dare (Evan Rogers, Carl Sturken) -  4:04
3. Surrender (Dane de Viller, Sean Hosein) - 3:57
4. If That’s Love (Andrew Logan, Pam Reswick) - 3:34
5. It’s Not Good–bye (Antonio Galbiati) 4:38
6. Love Comes from the Inside (Patrick Leonard, Olivia d'Abo) - 3:57
7. Every Little Thing You Do (Stephanie Bentley, George Teren) - 3:59
8. Every Day Is a Monday (Andreas Carlsson, Alistair Thomson) - 3:06
9. You Are (Peter Bertilsson, Andreas Aleman) - 4:13
10. I Do to Be (Kara DioGuardi, Ulf Lindström) - 3:25
11. Without You (K. C. Porter, Eric Buffat) - 4:32
12. Every Little Thing You Do (Stephanie Bentley, George Teren) - 2:53

### From the Inside(Ausztrál kiadás)
13. Surrender (Toronto chilled mix) - 5:05
14. Surrender (Eric Kupper radio mix) - 4:06

### From the Inside(Japán kiadás)
13. Surrender'" (Ford's remix)
14. Il mio sbaglio più grande (Andreas Carlsson, Alistair Thomson) - 3:05
15. In assenza di te(Antonio Galbiati) - 4:30

## Slágerlisták

### Album
| Ország        | Helyezés |
| ------------- | -------- |
| Olaszország   | 3        |
| Svájc         | 4        |
| Finnország    | 3        |
| Svédország    | 24       |
| Franciaország | 34       |

### Kislemezek
| Dal                    | Lista                                    | Helyezés |
| ---------------------- | ---------------------------------------- | -------- |
| Surrender              | Olaszország                              | 7        |
| Surrender (Remix)      | U.S. Billboard Hot Dance Music/Club Play | 1 (1)    |
| If That's Love (Remix) | U.S. Billboard Hot Dance Music/Club Play | 1 (1)    |